# حشره‌خوار درختی میندانائو
حشره‌خورا درختی میندانائو(نام علمی: Urogale everetti) نام یک گونه از تیره حشره‌خوار درختی سنجابی است.